# Theoni V. Aldredge
Theoni Vahliotou Aldredge, eigentlich Theoni Athanasiou Vahliotou, (* 22. August 1922 in Thessaloniki, Griechenland; † 21. Januar 2011 in Stamford, Connecticut) war eine aus Griechenland stammende US-amerikanische Kostümbildnerin, die neben einem Oscar für das beste Kostümdesign mehrmals den Tony Award für die besten Kostüme für das beste Kostümdesign sowie andere Filmpreise gewann.

## Leben
Theoni Athanasiou Vahliotou, Tochter eines Generalarztes der griechischen Streitkräfte und späteren Abgeordneten des griechischen Parlamentes, besuchte die amerikanische Schule in Athen und studierte nach deren Abschluss 1949 an der Goodman School of Drama in Chicago. 1953 heiratete sie den Schauspieler Tom Aldredge und war mit diesem bis zu ihrem Tod verheiratet.
Ihre Karriere als Kostümbildnerin in der Filmwirtschaft begann sie 1955 bei dem Film Stella (1955) und wirkte an der Kostümausstattung von über fünfzig Filmen mit. Daneben begann sie am 10. März 1959 bei der Uraufführung von Theoni V. Aldredge im Martin Beck Theater nach dem Schauspiel von Tennessee Williams unter der Regie von Elia Kazan mit Paul Newman und Geraldine Page auch als Kostümbildnerin bei Aufführungen an Theatern am Broadway.
Bei der Oscarverleihung 1961 war erstmals für den Oscar für das beste Kostümdesign in einem Schwarzweißfilm nominiert, und zwar für Sonntags… nie! (1960) von und mit Jules Dassin sowie Melina Mercouri und Giorgos Fountas. 1961 war sie darüber hinaus auch erstmals für einen Tony Award für die besten Kostüme nominiert für The Devil’s Advocate.
Eine weitere Nominierung für den Oscar für das beste Kostümdesign in einem Schwarzweißfilm bekam sie 1963 für Phaedra (1962) von Jules Dassin mit Melina Mercouri, Anthony Perkins und Raf Vallone. Weitere Nominierungen für den Tony Award für die besten Kostüme erhielt sie 1972 für Zwei Herren aus Verona, 1973 für Viel Lärm um nichts und 1974 für The Au Pair Man.
Bei der Oscarverleihung 1975 gewann sie den Oscar für das beste Kostümdesign in Der große Gatsby (1974) von Jack Clayton mit Robert Redford, Mia Farrow und Bruce Dern in den Hauptrollen. Hierfür gewann sie zugleich 1975 den British Academy Film Award für die besten Kostüme (BAFTA Film Award).
1976 war sie zunächst wieder für einen Tony Award für die besten Kostüme in der Uraufführung des Musicals A Chorus Line nominiert, ehe sie 1977 für das Musical Annie ihren ersten Tony Award erhielt. Zugleich war sie 1977 für den Tony Award für die besten Kostüme von Aufführungen von Die Dreigroschenoper nominiert.
1979 gewann sie zum einen den Saturn Award für das beste Kostüm in Die Augen der Laura Mars (1978) von Irvin Kershner mit Faye Dunaway, Tommy Lee Jones und Brad Dourif, und war zum anderen für einen weiteren Tony Award für die besten Kostüme in Ballroom nominiert. 1980 gewann sie zum zweiten Mal den Tony Award für die besten Kostüme in dem Musical Barnum, und war danach 1981 für die Uraufführung des Musicals 42nd Street sowie 1982 für Dreamgirls für den Tony Award in dieser Kategorie nominiert.
Für den von der NBC produzierten Fernsehfilm Alice at the Palace (1982) von Emile Ardolino mit Meryl Streep, Betty Aberlin und Debbie Allen war Theoni V. Aldredge 1982 für den Emmy für herausragende Einzelleistungen im Kinderprogramm nominiert. 1984 gewann sie ihren dritten und letzten Tony Award für die besten Kostüme in den viel beachteten Broadway-Aufführungen des Musicals La Cage aux Folles. Für den ersten Teil von der NBC produzierten Fernsehserie Nutcracker: Money, Madness & Murder (1987) von Paul Bogart mit den Hauptdarstellern Lee Remick, Tate Donovan und John Glover erhielt sie 1987 eine Nominierung für den Emmy für herausragendes Kostümdesign in einer Fernsehserie.
1986 wurde sie in die American Theater Hall of Fame aufgenommen.
Weitere Nominierungen für den Tony Award für die besten Kostüme bekam sie 1990 für das Musical Gypsy und 1991 für The Secret Garden sowie 1994 für den Saturn Award für die besten Kostüme in Die Addams Family in verrückter Tradition (1993) von Barry Sonnenfeld mit Anjelica Huston, Raúl Juliá und Christopher Lloyd.
Zuletzt war Theoni V. Aldredge, der im Jahr 2000 der Preis für das Lebenswerk (Career Achievement Award) der Costume Designers Guild (CDG) verliehen wurde, 2001 für einen weiteren Tony Award für die besten Kostüme in Follies nominiert.

## Filmografie (Auswahl)
- 1955: Stella (Στέλλα)
- 1964: Topkapi
- 1968: Bizarre Morde (No Way to Treat a Lady)
- 1970: Kein Lied für meinen Vater (I Never Sang for My Father)
- 1976: Network
- 1978: Der Schmalspurschnüffler (The Cheap Detective)
- 1982: Annie
- 1984: Ghostbusters – Die Geisterjäger (Ghostbusters)
- 1987: Mondsüchtig (Moonstruck)
- 1992: Night and the City
- 1993: Die Addams Family in verrückter Tradition (Addams Family Values)
- 1994: Taschengeld (Milk Money)
- 1996: Der Club der Teufelinnen (The First Wives Club)
- 1999: Carrie 2 – Die Rache (The Rage: Carrie 2)

## Auszeichnungen
- 1975: Oscar für das beste Kostümdesign
- 1975: BAFTA Film Award für die besten Kostüme
- 1977: Tony Award für die besten Kostüme
- 1979: Saturn Award für das beste Kostüm
- 1980: Tony Award für die besten Kostüme
- 1984: Tony Award für die besten Kostüme
- 2000: CDG Career Achievement Award